# (4138) Calcas
(4138) Calcas es un asteroide que forma parte de los asteroides troyanos de Júpiter y fue descubierto el 19 de septiembre de 1973 por Ingrid van Houten-Groeneveld, Cornelis Johannes van Houten y Tom Gehrels desde el observatorio del Monte Palomar, Estados Unidos.

## Designación y nombre
Calcas se designó inicialmente como 1973 SM.
Más tarde, en 1990, recibió su nombre de Calcas, un personaje de la mitología griega.

## Características orbitales
Calcas orbita a una distancia media del Sol de 5,161 ua, pudiendo acercarse hasta 4,939 ua y alejarse hasta 5,383 ua. Tiene una inclinación orbital de 2,099 grados y una excentricidad de 0,043. Emplea en completar una órbita alrededor del Sol 4282 días.

## Características físicas
La magnitud absoluta de Calcas es 10 y el periodo de rotación de 29,2 horas.